# VolleyLigaen 2013-2014 (femminile)
La VolleyLigaen danese di pallavolo femminile 2013-2014 si è svolta dal 20 ottobre 2013 al 4 maggio 2014: al torneo hanno partecipato otto squadre di club danesi e la vittoria finale è andata per la seconda volta al Brøndby Volleyball Klub.

## Regolamento
Le squadre hanno disputato un girone all'italiana, con gare di andata e ritorno: al termine della regular season:
- Le prime sei classificate hanno acceduto ai play-off scudetto strutturati in quarti di finale (a cui non hanno partecipato le prime due classificate), giocati al meglio di due vittorie su tre gare, semifinali, giocate al meglio di tre vittorie su cinque gare, finale terzo posto, giocata al meglio di due vittorie su tre gare, e finale, giocata al meglio di tre vittorie su cinque gare.
- Le due sconfitte ai quarti di finale dei play-off scudetto e le ultime due classificate hanno acceduto ai play-off per il quinto posto strutturati in una fase a girone, con gare di andata e ritorno.
- La penultima classificata dei play-off per il quinto posto e la sconfitta dei play-off promozione della 1. Division hanno acceduto ai play-out struttarati in una finale, giocata con gare di andata e ritorno (nel caso di una vittoria a testa si è tenuto conto del quoziente set, analogamente nel caso dello stesso quoziente set si è tenuto conto del quoziente punti): se la squadra vincitrice è risultata essere quella militante in VolleyLigaen questa è restata nella massima categoria, se invece la squadra vincitrice è risultata essere quella militante in 1. Division questa è stata promossa in VolleyLigaen e quella militante in VolleyLigaen è stata retrocessa in 1. Division.

## Squadre partecipanti
- Aarhus
- Brøndby
- Frederiksberg
- Gentofte
- Holte
- Køge
- Lyngby Volley
- Fortuna Odense

## Torneo

### Regular season

#### Risultati
| Girone di andata |                        |     |                                   |
|                  |                        |     |                                   |
| 20-10            | Lyngby-Århus           | 3-0 | 25-16, 25-21, 25-20               |
| 20-10            | Frederiksberg-Odense   | 3-0 | 26-24, 25-23, 25-20               |
| 20-10            | Holte-Gentofte         | 3-0 | 25-18, 25-16, 25-16               |
| 22-10            | Brøndby-Køge           | 3-0 | 25-18, 25-18, 25-20               |
| 26-10            | Gentofte-Lyngby        | 0-3 | 18-25, 16-25, 22-25               |
| 27-10            | Århus-Brøndby          | 0-3 | 19-25, 21-25, 9-25                |
| 27-10            | Køge-Frederiksberg     | 0-3 | 13-25, 18-25, 11-25               |
| 29-10            | Odense-Holte           | 2-3 | 14-25, 25-21, 23-25, 25-16, 6-15  |
| 09-11            | Køge-Lyngby            | 1-3 | 25-21, 15-25, 16-25, 19-25        |
| 09-11            | Gentofte-Frederiksberg | 0-3 | 16-25, 22-25, 20-25               |
| 10-11            | Odense-Brøndby         | 0-3 | 23-25, 18-25, 23-25               |
| 10-11            | Århus-Holte            | 0-3 | 15-25, 20-25, 19-25               |
| 14-11            | Brøndby-Gentofte       | 3-1 | 25-19, 25-16, 23-25, 25-16        |
| 14-11            | Lyngby-Odense          | 0-3 | 11-25, 24-26, 13-25               |
| 14-11            | Holte-Køge             | 3-0 | 25-22, 25-11, 25-18               |
| 19-11            | Brøndby-Frederiksberg  | 3-0 | 25-22, 25-21, 25-21               |
| 23-11            | Gentofte-Århus         | 0-3 | 16-25, 16-25, 15-25               |
| 24-11            | Lyngby-Holte           | 1-3 | 20-25, 25-20, 9-25, 22-25         |
| 24-11            | Køge-Odense            | 0-3 | 11-25, 19-25, 21-25               |
| 26-11            | Holte-Brøndby          | 0-3 | 23-25, 18-25, 21-25               |
| 01-12            | Frederiksberg-Lyngby   | 3-2 | 25-17, 17-25, 16-25, 25-21, 15-10 |
| 01-12            | Århus-Køge             | 3-2 | 22-25, 21-25, 25-17, 25-18, 15-13 |
| 07-12            | Gentofte-Holte         | 1-3 | 25-23, 14-25, 18-25, 19-25        |
| 07-12            | Odense-Frederiksberg   | 3-0 | 25-21, 25-16, 25-22               |
| 07-12            | Århus-Lyngby           | 1-3 | 16-25, 25-18, 14-25, 8-25         |
| 08-12            | Køge-Brøndby           | 0-3 | 17-25, 19-25, 4-25                |
| 14-12            | Køge-Gentofte          | 3-0 | 25-21, 25-16, 25-22               |
| 15-12            | Lyngby-Brøndby         | 3-2 | 29-27, 15-25, 25-23, 13-25, 16-14 |

| Girone di ritorno |                        |     |                                   |
|                   |                        |     |                                   |
| 15-12             | Frederiksberg-Holte    | 1-3 | 14-25, 25-19, 14-25, 23-25        |
| 17-12             | Holte-Odense           | 3-0 | 25-13, 25-11, 25-16               |
| 19-12             | Lyngby-Gentofte        | 3-0 | 25-23, 25-21, 25-19               |
| 07-01             | Brøndby-Holte          | 3-2 | 25-23, 25-23, 20-25, 25-27, 15-6  |
| 11-01             | Gentofte-Odense        | 1-3 | 17-25, 23-25, 25-20, 14-25        |
| 11-01             | Køge-Århus             | 3-2 | 25-21, 23-25, 22-25, 25-16, 15-6  |
| 12-01             | Brøndby-Århus          | 3-0 | 25-12, 25-22, 25-19               |
| 15-01             | Frederiksberg-Århus    | 3-2 | 25-14, 25-16, 13-25, 23-25, 20-18 |
| 20-01             | Århus-Odense           | 2-3 | 23-25, 25-23, 22-25, 25-14, 11-15 |
| 24-01             | Århus-Gentofte         | 3-1 | 25-14, 25-20, 22-25, 25-18        |
| 24-01             | Lyngby-Frederiksberg   | 3-1 | 26-24, 21-25, 25-11, 25-22        |
| 25-01             | Brøndby-Odense         | 3-2 | 25-20, 25-27, 21-25, 25-20, 15-12 |
| 26-01             | Lyngby-Køge            | 1-3 | 22-25, 25-17, 20-25, 24-26        |
| 26-01             | Frederiksberg-Gentofte | 3-2 | 25-19, 23-25, 25-14, 24-26, 15-6  |
| 26-01             | Holte-Århus            | 3-0 | 26-24, 25-22, 25-14               |
| 28-01             | Odense-Lyngby          | 3-1 | 25-11, 20-25, 25-19, 25-20        |
| 29-01             | Frederiksberg-Køge     | 3-0 | 25-18, 25-13, 25-22               |
| 01-02             | Gentofte-Brøndby       | 0-3 | 23-25, 10-25, 18-25               |
| 01-02             | Århus-Frederiksberg    | 2-3 | 25-23, 26-24, 18-25, 14-25, 13-15 |
| 02-02             | Odense-Gentofte        | 3-2 | 25-10, 18-25, 26-28, 25-14, 15-6  |
| 04-02             | Gentofte-Køge          | 0-3 | 20-25, 14-25, 23-25               |
| 04-02             | Holte-Frederiksberg    | 3-0 | 31-29, 25-18, 25-19               |
| 08-02             | Brøndby-Lyngby         | 3-0 | 25-17, 25-17, 25-7                |
| 13-02             | Køge-Holte             | 1-3 | 21-25, 25-18, 10-25, 19-25        |
| 14-02             | Odense-Århus           | 3-2 | 27-29, 25-22, 25-20, 25-27, 19-17 |
| 15-02             | Odense-Køge            | 3-0 | 25-22, 31-29, 25-21               |
| 16-02             | Frederiksberg-Brøndby  | 3-2 | 26-24, 25-21, 25-27, 7-25, 15-12  |
| 16-02             | Holte-Lyngby           | 1-3 | 25-22, 22-25, 24-26, 10-25        |

#### Classifica
| Pos. | Squadra        | Pt | G  | V  | P  | SV | SP | Ratio | PF   | PS   | Ratio |
| ---- | -------------- | -- | -- | -- | -- | -- | -- | ----- | ---- | ---- | ----- |
| 1.   | Brøndby        | 36 | 14 | 12 | 2  | 40 | 11 | 3.636 | 1217 | 960  | 1.267 |
| 2.   | Holte          | 33 | 14 | 11 | 3  | 36 | 15 | 2.400 | 1186 | 1000 | 1.186 |
| 3.   | Fortuna Odense | 26 | 14 | 9  | 5  | 31 | 23 | 1.347 | 1197 | 1127 | 1.062 |
| 4.   | Lyngby Volley  | 24 | 14 | 8  | 6  | 29 | 24 | 1.208 | 1136 | 1123 | 1.011 |
| 5.   | Frederiksberg  | 22 | 14 | 9  | 5  | 29 | 25 | 1.160 | 1174 | 1133 | 1.036 |
| 6.   | Aarhus         | 13 | 14 | 3  | 11 | 20 | 36 | 0.555 | 1124 | 1242 | 0.905 |
| 7.   | Køge           | 12 | 14 | 4  | 10 | 16 | 33 | 0.484 | 966  | 1128 | 0.856 |
| 8.   | Gentofte       | 2  | 14 | 0  | 14 | 8  | 42 | 0.190 | 922  | 1209 | 0.762 |

| Qualificata ai play-off scudetto | Qualificata ai play-off 5º posto |

### Play-off scudetto

#### Tabellone
|  | Quarti di finale | Quarti di finale | Quarti di finale | Quarti di finale | Quarti di finale |   |       | Semifinali | Semifinali | Semifinali | Semifinali | Semifinali | Semifinali | Semifinali |  |  | Finale | Finale  | Finale | Finale | Finale | Finale | Finale |
|  |                  |                  |                  |                  |                  |   |       |            |            |            |            |            |            |            |  |  |        |         |        |        |        |        |        |
|  | 1                |                  |                  |                  |                  |   |       |            |            |            |            |            |            |            |  |  |        |         |        |        |        |        |        |
|  | 8                |                  |                  |                  |                  |   |       |            |            |            |            |            |            |            |  |  |        |         |        |        |        |        |        |
|  |                  |                  | Brøndby          | 3                | 3                | 3 |       |            |            |            |            |            |            |            |  |  |        |         |        |        |        |        |        |
|  |                  |                  |                  |                  |                  | 3 |       |            |            |            |            |            |            |            |  |  |        |         |        |        |        |        |        |
|  |                  |                  | Frederiksberg    | 2                | 1                | 0 |       |            |            |            |            |            |            |            |  |  |        |         |        |        |        |        |        |
|  | 5                | Frederiksberg    | Frederiksberg    | 2                | 1                | 0 | 3     | 3          |            |            |            |            |            |            |  |  |        |         |        |        |        |        |        |
|  | 5                | Frederiksberg    |                  |                  |                  |   | 3     | 3          |            |            |            |            |            |            |  |  |        |         |        |        |        |        |        |
|  | 4                | Lyngby Volley    | 0                | 0                |                  |   |       |            |            |            |            |            |            |            |  |  |        |         |        |        |        |        |        |
|  |                  |                  |                  |                  |                  |   |       |            |            |            |            |            |            |            |  |  |        | Brøndby | 3      | 2      | 3      | 3      |        |
|  |                  |                  |                  | Holte            | 1                | 3 | 0     | 2          |            |            |            |            |            |            |  |  |        |         |        |        |        |        |        |
|  | 6                | Aarhus           | 1                | 0                |                  |   |       |            |            |            |            |            |            |            |  |  |        |         |        |        |        |        |        |
|  | 3                | Fortuna Odense   | 3                | 3                |                  |   |       |            |            |            |            |            |            |            |  |  |        |         |        |        |        |        |        |
|  | 3                | Fortuna Odense   | 3                | 3                |                  |   | Holte | 2          | 3          | 3          | 3          |            |            |            |  |  |        |         |        |        |        |        |        |
|  |                  |                  |                  |                  |                  |   | Holte | 2          | 3          | 3          | 3          |            |            |            |  |  |        |         |        |        |        |        |        |
|  |                  |                  | Fortuna Odense   | 3                | 1                | 0 | 1     |            |            |            |            |            |            |            |  |  |        |         |        |        |        |        |        |
|  | 2                |                  | Fortuna Odense   | 3                | 1                | 0 | 1     |            |            |            |            |            |            |            |  |  |        |         |        |        |        |        |        |
|  |                  |                  |                  |                  |                  |   |       |            |            |            |            |            |            |            |  |  |        |         |        |        |        |        |        |
|  | 7                |                  |                  |                  |                  |   |       |            |            |            |            |            |            |            |  |  |        |         |        |        |        |        |        |

#### Risultati
| Quarti di finale |                      |     |                            |
|                  |                      |     |                            |
| 23-02            | Frederiksberg-Lyngby | 3-0 | 25-22, 25-18, 26-24        |
| 22-02            | Århus-Odense         | 1-3 | 14-25, 25-20, 18-25, 19-25 |

| 27-02 | Lyngby-Frederiksberg | 0-3 | 19-25, 17-25, 18-25 |
| 27-02 | Odense-Århus         | 3-0 | 25-14, 25-20, 25-10 |

| Semifinali |                       |     |                                   |
|            |                       |     |                                   |
| 06-03      | Brøndby-Frederiksberg | 3-2 | 25-22, 23-25, 25-21, 28-30        |
| 08-03      | Holte-Odense          | 2-3 | 18-25, 27-25, 25.23, 23-25, 16-18 |

| 12-03 | Frederiksberg-Brøndby | 1-3 | 17-25, 24-26, 19-25, 18-25 |
| 11-03 | Odense-Holte          | 1-3 | 25-22, 20-25, 18-25, 12-25 |

| 15-03 | Brøndby-Frederiksberg | 3-0 | 25-21, 25-20, 25-20 |
| 16-03 | Holte-Odense          | 3-0 | 25-18, 25-23, 25-18 |

| 18-03 | Odense-Holte | 1-3 | 16-25, 25-22, 19-25, 12-25 |

| Finale 3º posto |                      |     |                            |
|                 |                      |     |                            |
| 26-03           | Frederiksberg-Odense | 0-3 | 20-25, 19-25, 18-25        |
| 03-04           | Odense-Frederiksberg | 3-1 | 25-21, 18-25, 25-22, 25-18 |

| Finale |               |     |                                   |
|        |               |     |                                   |
| 25-03  | Brøndby-Holte | 3-1 | 25-13, 25-23, 25-27, 25-21        |
| 01-04  | Holte-Brøndby | 3-2 | 20-25, 25-16, 29-27, 15-25, 15-10 |
| 04-04  | Brøndby-Holte | 3-0 | 25-21, 27-25, 25-12               |
| 08-04  | Holte-Brøndby | 2-3 | 17-25, 28-26, 23-25, 25-21, 6-15  |

### Play-off 5º posto

#### Risultati
| Prima giornata |               |     |                     |
|                |               |     |                     |
| 06-03          | Gentofte-Køge | 0-3 | 17-25, 21-25, 20-25 |
| 23-03          | Lyngby-Århus  | 3-0 | 26-24, 25-18, 25-20 |

| Seconda giornata |                |     |                            |
|                  |                |     |                            |
| 08-03            | Lyngby-Køge    | 3-1 | 25-27, 25-18, 25-17, 25-15 |
| 09-03            | Århus-Gentofte | 3-0 | 25-15, 25-12, 25-15        |

| Terza giornata |                 |     |                     |
|                |                 |     |                     |
| 14-03          | Lyngby-Gentofte | 3-0 | 26-24, 25-11, 25-21 |
| 16-03          | Køge-Århus      | 3-0 | 25-21, 25-17, 25-23 |

| Quarta giornata |                |     |                     |
|                 |                |     |                     |
| 22-03           | Gentofte-Århus | 0-3 | 12-25, 18-25, 20-25 |
| 03-04           | Køge-Lyngby    | 0-3 | 14-25, 6-25, 17-25  |

| Quinta giornata |                 |     |                     |
|                 |                 |     |                     |
| 05-04           | Gentofte-Lyngby | 0-3 | 11-25, 18-25, 22-25 |
| 06-04           | Århus-Køge      | 3-0 | 25-18, 25-22, 25-18 |

| Sesta giornata |               |     |                            |
|                |               |     |                            |
| 10-04          | Køge-Gentofte | 3-0 | 25-17, 25-22, 25-21        |
| 12-04          | Århus-Lyngby  | 1-3 | 27-29, 24-26, 25-23, 17-25 |

#### Classifica
| Pos. | Squadra       | Pt | G | V | P | SV | SP | Ratio | PF  | PS  | Ratio |
| ---- | ------------- | -- | - | - | - | -- | -- | ----- | --- | --- | ----- |
| 1.   | Lyngby Volley | 20 | 6 | 6 | 0 | 18 | 2  | 9.000 | 505 | 376 | 1.343 |
| 2.   | Aarhus        | 10 | 6 | 3 | 3 | 10 | 9  | 1.111 | 441 | 404 | 1.091 |
| 3.   | Køge          | 10 | 6 | 3 | 3 | 10 | 9  | 1.111 | 397 | 429 | 0.925 |
| 4.   | Gentofte      | 0  | 6 | 0 | 6 | 0  | 18 | 0.000 | 317 | 451 | 0.702 |

| Qualificata ai play-out |

### Play-out
| Finale |                  |     |                                  |
|        |                  |     |                                  |
| 03-05  | Randers-Gentofte | 2-3 | 19-25, 25-18, 25-18, 23-25, 8-15 |
| 04-05  | Randers-Gentofte | 0-3 | 19-25, 20-25, 24-26              |

## Classifica finale
| Pos | Squadra        |
| --- | -------------- |
|     | Brøndby        |
| 2   | Holte          |
| 3   | Fortuna Odense |
| 4   | Frederiksberg  |
| 5   | Lyngby Volley  |
| 6   | Aarhus         |
| 7   | Køge           |
| 8   | Gentofte       |

## Statistiche
| Rendimento individuale | Rendimento individuale | Rendimento individuale | Rendimento individuale |
| Pos.                   | Nome                   | Punti                  | Squadra                |
| ---------------------- | ---------------------- | ---------------------- | ---------------------- |
| 1                      | Julie Guldager         | 384                    | Fortuna Odense         |
| 2                      | Liv Magnussen          | 308                    | Frederiksberg          |
| 3                      | Mirjana Đurić          | 307                    | Brøndby                |
| 4                      | Dominique Davis        | 302                    | Lyngby Volley          |
| 5                      | Lykke Haley            | 301                    | Holte                  |
| 6                      | Trine Kjelstrup        | 279                    | Brøndby                |
| 7                      | Nanna Mølgård          | 241                    | Køge                   |
| 8                      | Evelyn Kampen          | 240                    | Lyngby Volley          |
| 9                      | Simone Asque           | 218                    | Brøndby                |
| 10                     | Tenna Donslund         | 210                    | Aarhus                 |

| Attacchi vincenti | Attacchi vincenti | Attacchi vincenti | Attacchi vincenti |
| Pos.              | Nome              | Punti             | Squadra           |
| ----------------- | ----------------- | ----------------- | ----------------- |
| 1                 | Julie Guldager    | 311               | Fortuna Odense    |
| 2                 | Dominique Davis   | 258               | Lyngby Volley     |
| 3                 | Liv Magnussen     | 249               | Frederiksberg     |
| 4                 | Lykke Haley       | 241               | Holte             |
| 5                 | Mirjana Đurić     | 225               | Brøndby           |
| 6                 | Trine Kjelstrup   | 225               | Brøndby           |
| 7                 | Evelyn Kampen     | 203               | Lyngby Volley     |
| 8                 | Simone Asque      | 188               | Brøndby           |
| 9                 | Nanna Mølgård     | 184               | Køge              |
| 10                | Amalie Owie       | 171               | Gentofte          |

| Muri vincenti | Muri vincenti     | Muri vincenti | Muri vincenti  |
| Pos.          | Nome              | Punti         | Squadra        |
| ------------- | ----------------- | ------------- | -------------- |
| 1             | Lea Meilstrup     | 55            | Fortuna Odense |
| 2             | Lærke Grønfeldt   | 54            | Holte          |
| 3             | Maria Tyndeskov   | 51            | Aarhus         |
| 4             | Michelle Osunbor  | 50            | Brøndby        |
| 5             | Pernille Navntoft | 42            | Lyngby Volley  |
| 6             | Juliane Daugaard  | 40            | Holte          |
| 7             | Line Rasmussen    | 39            | Frederiksberg  |
| 8             | Lykke Haley       | 36            | Holte          |
| 8             | Trine Rask        | 36            | Aarhus         |
| 10            | Mette Breuning    | 34            | Fortuna Odense |

| Battute vincenti | Battute vincenti     | Battute vincenti | Battute vincenti |
| Pos.             | Nome                 | Punti            | Squadra          |
| ---------------- | -------------------- | ---------------- | ---------------- |
| 1                | Mirjana Đurić        | 61               | Brøndby          |
| 2                | Julie Guldager       | 43               | Fortuna Odense   |
| 3                | Melicjana Salispahic | 42               | Fortuna Odense   |
| 4                | Stine Christiansen   | 41               | Frederiksberg    |
| 4                | Mette Breuning       | 41               | Fortuna Odense   |
| 6                | Liv Magnussen        | 40               | Frederiksberg    |
| 6                | Line Rasmussen       | 40               | Frederiksberg    |
| 8                | Nanna Mølgård        | 39               | Køge             |
| 8                | Trine Kjelstrup      | 39               | Brøndby          |
| 10               | Dominique Davis      | 34               | Lyngby Volley    |
| 10               | Alex Woolsey         | 34               | Fortuna Odense   |

NB: I dati sono riferiti all'intero torneo.